# Cogeces del Monte
Cogeces del Monte è un comune spagnolo di 893 abitanti situato nella comunità autonoma di Castiglia e León.